# Вулиця Костянтина Великого
Костянтина Великого вулиця — вулиця в Олександрівському районі міста Запоріжжя. Розпочинається від вулиці Фортечної, пролягає біля вокзалу станції Запоріжжя II та закінчується вулицею Дніпровською.

## Історія
Вулиця названа на честь Героя Радянського Союзу Великого Костянтина Трохимовича, відзначений (посмертно) високого звання Героя Радянського Союзу Указом Президіума Верховної Ради СРСР від 19 березня 1944 року «За мужність, відвагу та героїзм, які проявлені під час боротьби з німецькими загарбниками». Також він був нагороджений (посмертно) орденом Леніна і медаллю «Партизан Вітчизняної війни» І ступеню.

## Об'єкти
- Будинок № 1 — регіональний інформаційно-обчислювальний центр Запорізької дирекції Придніпровської залізниці
- Будинок № 5 — залізничний вокзал Запоріжжя II
- Будинок № 16А — спортивний клуб «Локомотив» (раніше — Будинок культури залізничників)[3].

## Маршрути громадського транспорту
Вулицею Костянтина Великого пролягає тролейбусна лінія, яка використовується лише для оберту тролейбусів або під час перекриття центральної магістралі міста — проспекту Соборного. У різні роки лінією курсували тролейбусні маршрути № 2, 7, 15, 16, 24.
Наразі до вулиці Костянтина Великого є можливість дістатися автобусами № 7, 39 до кінцевої зупинки Вокзал Запоріжжя II. Приміським автобусним маршрутом № 384 є можливість від вокзалу дістатися до селищ Балабине та Кушугум.
З 7 лютого 2022 року «Запоріжелектротранс»  обслуговує автобусний маршрут загального користування № 7 «Вокзал Запоріжжя ІІ — вул. Технічна».

## Галерея

Вулиця Костянтина Великого
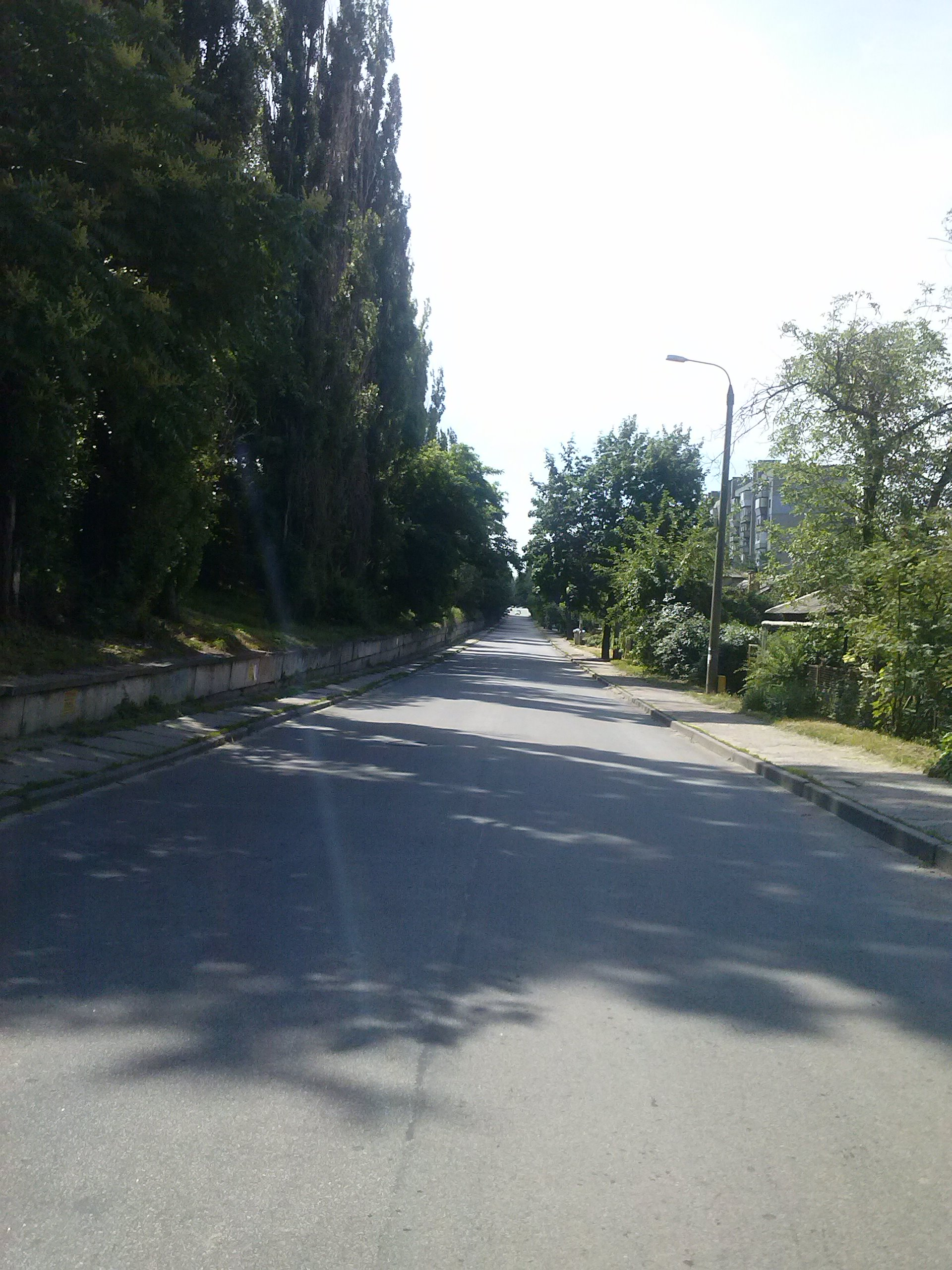
На початку вулиці
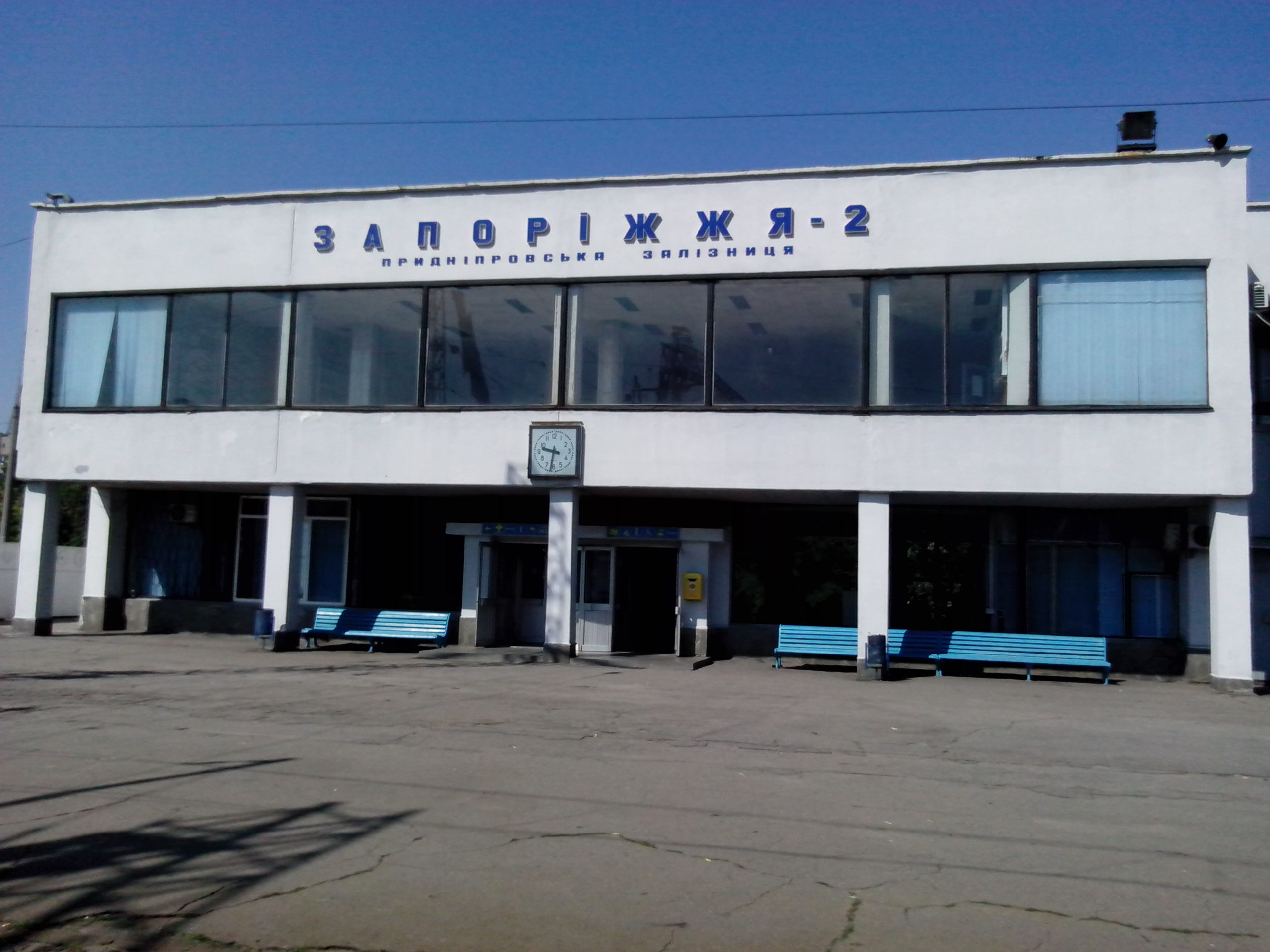
Вокзал Запоріжжя II
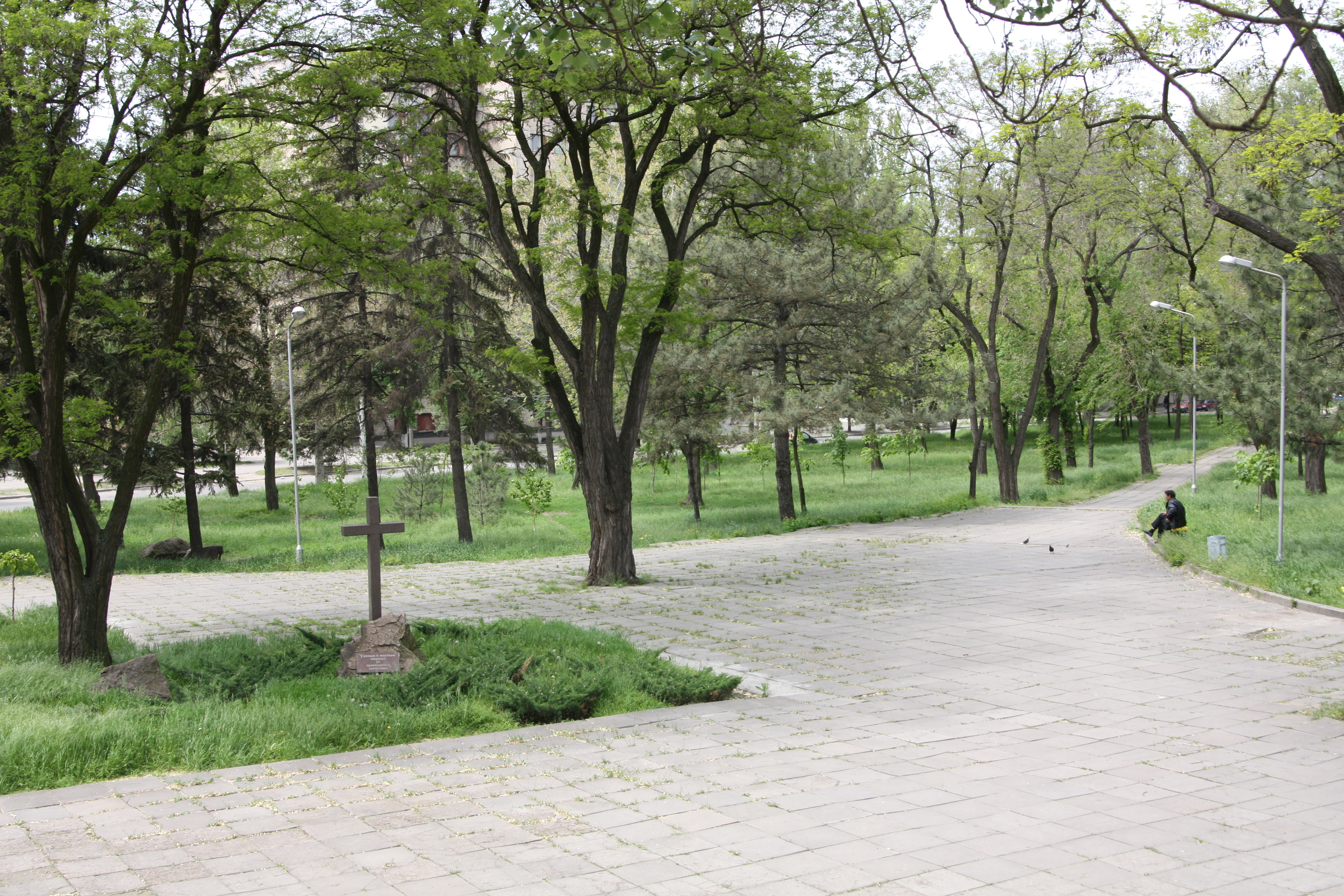
Парк напроти вокзалу

Історична будівля вокзалу
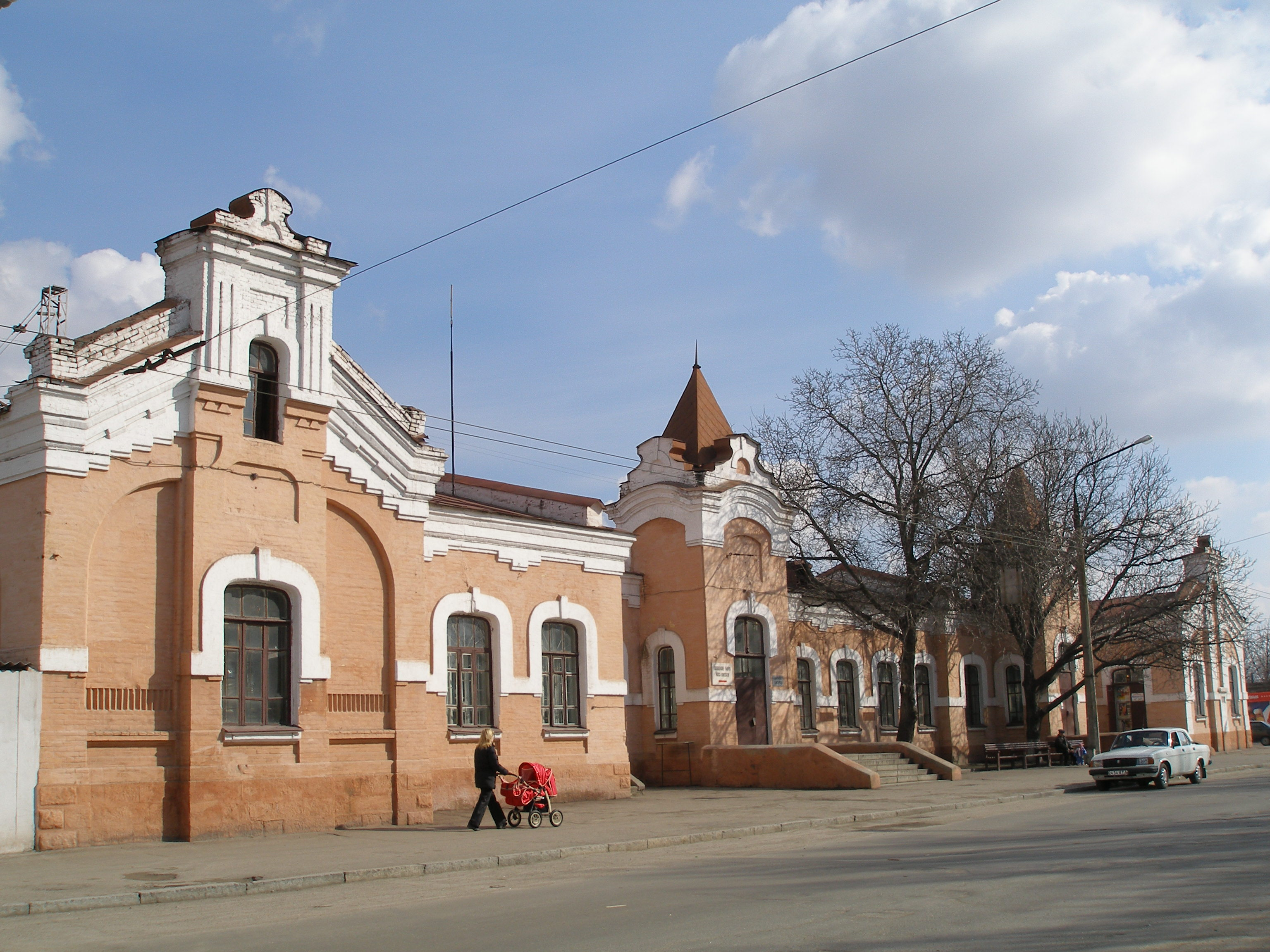
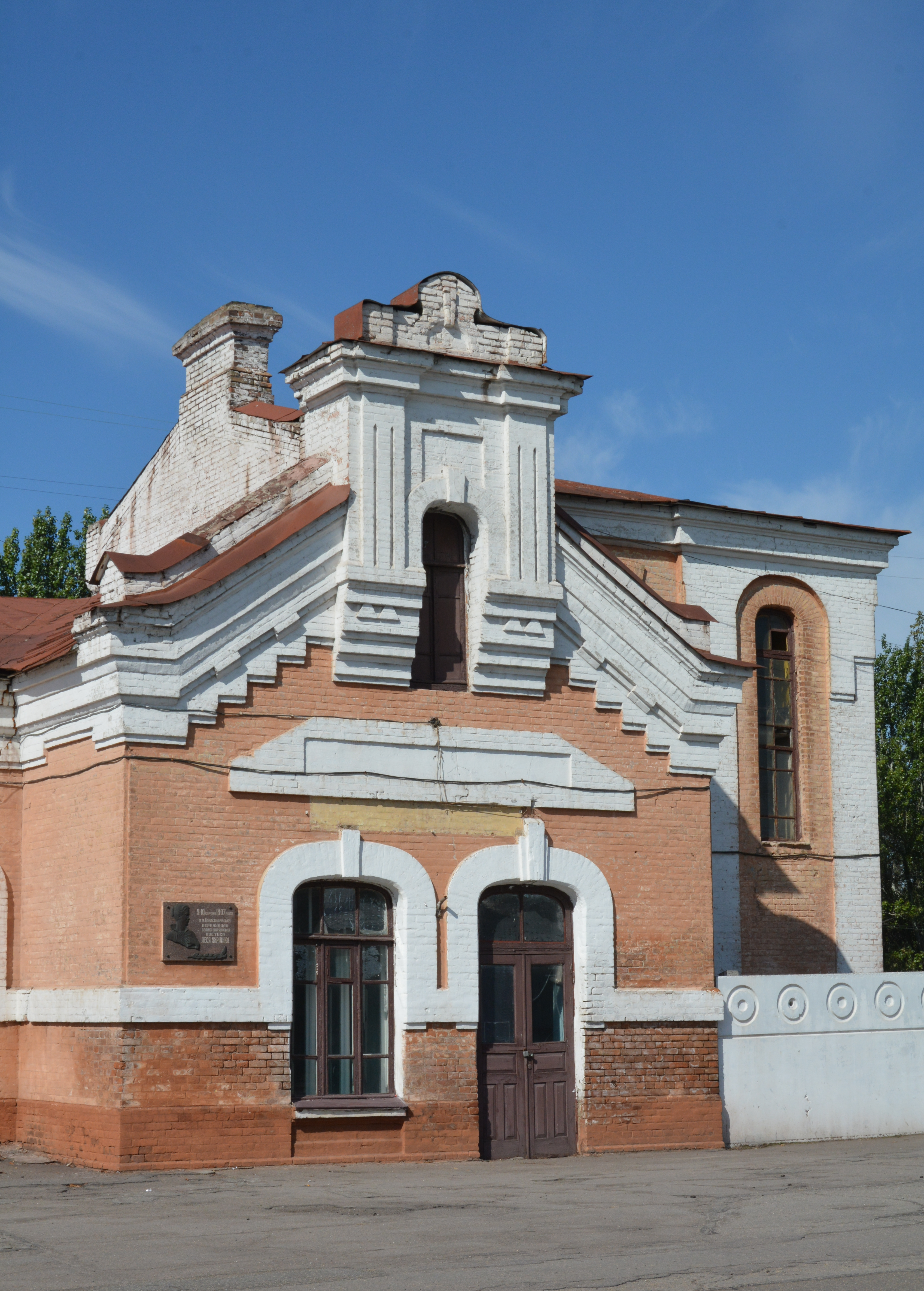
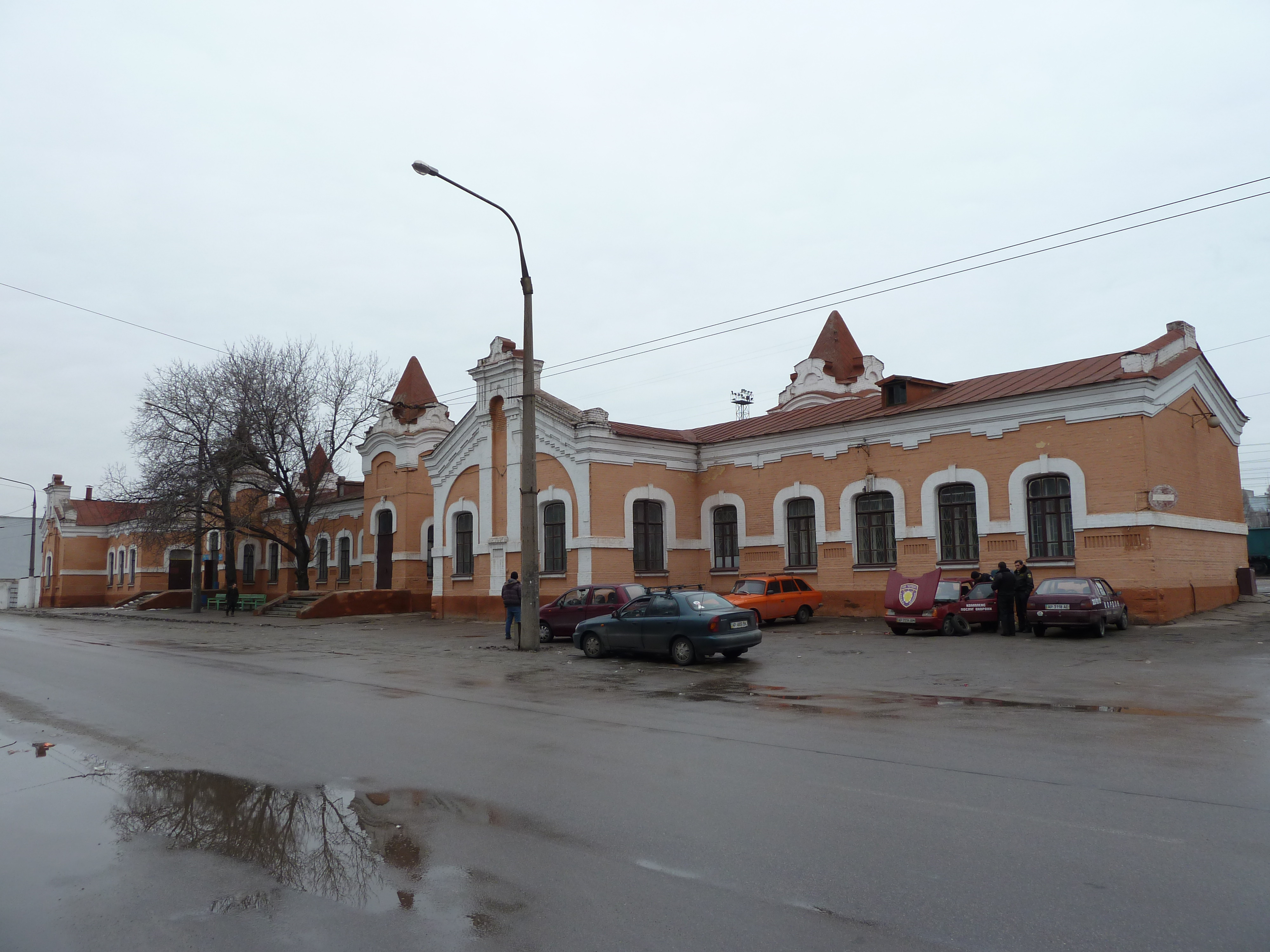